# سو جی سوب
سو جی سوب (کره‌ای: 소지섭؛ زادهٔ ۴ نوامبر ۱۹۷۷) بازیگر اهل کره جنوبی است. پس از آغاز حرفهٔ سرگرمی خود به عنوان مدل شلوارهای جین، او به خاطر ایفای نقش اصلی در مجموعه‌های تلویزیونی متاسفم، دوستت دارم (۲۰۰۴)، خورشید ارباب (۲۰۱۳) و اوه ونوس من (۲۰۱۵–۱۶) و همچنین فیلم راف کات (۲۰۰۸) شناخته می‌شود. سو جی سوب چندین آلبوم چندآهنگه هیپ هاپ منتشر کرده‌است.

## اوایل زندگی
سو یک خواهر بزرگتر از خودش دارد که در حال حاضر در استرالیا زندگی می‌کند. پدر و مادر سو جی سوب در کودکی از یکدیگر جدا شده‌اند. او از ۱۰ سالگی به یادگیری درس‌های شنا پرداخت و پس از چندین سال فعالیت توانست در بازی‌های ملی کره، برنده مدال برنز شود. او فارغ‌التحصیل رشته بازیگری از دانشگاه چانگ وون است. سو در سال ۱۹۹۵ برای مدت کوتاهی برای برند لباس STORM کار کرد و پس از آن وارد حرفه بازیگری شد. او از سال ۲۰۰۵ تا ۲۰۰۷ به خدمت سربازی مشغول بود.

## حرفه
سو جی سوب برای اولین بار با سریال سه دختر و سه پسر به دنیای بازیگری قدم گذاشت و با سریال کفش‌های شیشه‌ای در سال ۲۰۰۲ به شهرت رسید. او با بازی نقش چا مو هیوک در سریال متاسفم، دوستت دارم تبدیل به یک سوپراستار شد.

## جوایز و نامزدی‌ها
سو تا به امروز جوایز زیادی در عرصهٔ بازیگری به‌دست آورده‌است که از جملهٔ آن‌ها می‌توان به جایزه Grimae بهترین بازیگر مرد در سال ۲۰۰۹ برای سریال هابیل و قابیل، جایزه بهترین بازیگر مرد در چهل و پنجمین جشنواره هنری بکسانگ برای فیلم راف کات، جایزه درام محبوب KBS برای سریال متاسفم، دوستت دارم، جایزه بهترین بازیگر آینده دار در سومین جشنواره فیلم آسیایی و جایزه گرند پرایز در سی و هفتمین جشنواره فیلم MBC در سال ۲۰۱۸ برای سریال تریوس پنهانی من را نام برد.